# Paris-Rhône

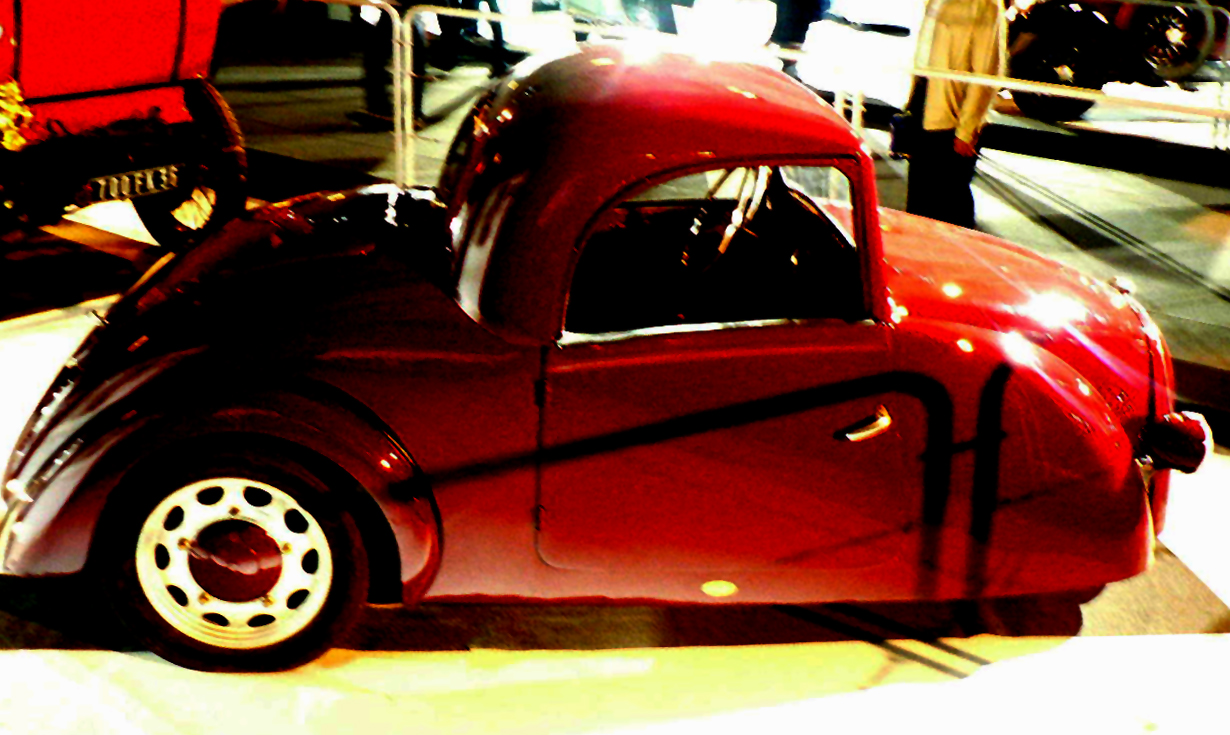
Paris-Rhône VPR-2

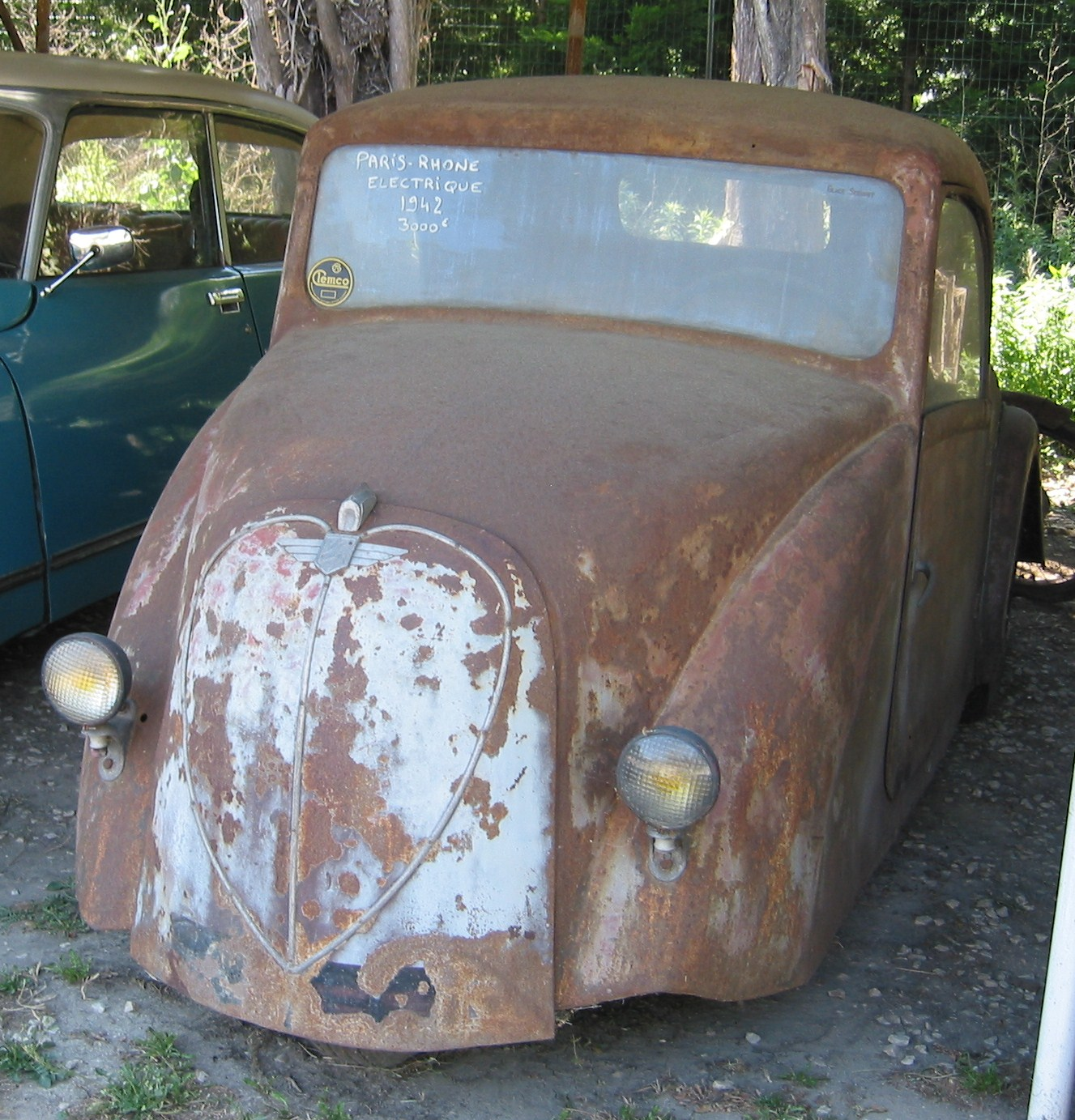
Paris-Rhône VPR-2 von 1942

Établissements Paris-Rhône war ein französisches Unternehmen im Bereich der Elektroindustrie und Automobilindustrie.

## Unternehmensgeschichte
Das Unternehmen wurde 1915 in Villeurbanne (etwas östlich von Lyon) gegründet und war im Bereich Elektrik und Elektrotechnik tätig. 1942, während Truppen der Wehrmacht Frankreich besetzt hielten, begann es die Produktion von Automobilen. Der Markenname lautete Paris-Rhône. 1944 endete die Automobilproduktion. Insgesamt waren etwa 150 Kraftfahrzeuge entstanden. 1977 waren 3500 Mitarbeiter beschäftigt. In dem Jahr übernahm Ferodo (heute Valeo) das Unternehmen und nutzt seitdem den Markennamen.
Unter dem Markennamen Paris-Rhône werden Babyphone, Milchschäumer, Wasserkocher, Heißluftfritteusen, Raumheizkörper, Lüfter und Lampen verkauft.

## Fahrzeuge
Das Unternehmen stellte ausschließlich Elektroautos her, da während des Zweiten Weltkriegs in Frankreich kaum Benzin zur Verfügung stand. Es waren Dreiräder mit einzelnem Vorderrad.
Das erste Modell VPR wurde auch Baby Rhône genannt. Erhältlich war es als türloser Zweisitzer mit einem einzelnen vorderen Scheinwerfer und als Lieferwagen.
Der VPR-2 hatte eine zweisitzige Coupé-Karosserie von Faurax et Chassende aus Lyon sowie zwei vordere Scheinwerfer.
Ein Fahrzeug dieser Marke war 2009 im unrestaurierten Zustand im inzwischen aufgelösten Musée Automobile de Provence in Orgon zu besichtigen.